# پی ال/سی
پی ال/سی (به انگلیسی: PL/C) یک زبان برنامه‌نویسی است که با هدف تدریس برنامه‌نویسی در دانشگاه کرنل پدید آمد. این زبان بر پایهٔ زبان IBM PL/I می‌باشد که در اوایل دههٔ ۱۹۷۰ طراحی شده‌است. دانشگاه کرنل همچنین یک کامپایلر برای این زبان ساخت که بر پایهٔ کامپایلر قدیمی تر آن‌ها یعنی کامپایلر CUPL بود و به صورت گسترده در دوره‌های برنامه‌نویسی دانشگاهی استفاده می‌شد.

ریچارد کنوی و توماس ویلوکس دو محقق و استاد علمی بودند که زبان PL/C را طراحی کردند. آن‌ها مقالهٔ "طراحی و پیاده سازی یک کامپایلر تشخیصی برای PL/I" را ارائه دادند که در صفحات ۱۶۹ تا ۱۷۹ در Communications of ACM در مارچ ۱۹۷۳منتشر شد.PL/C بضی از ویژگی‌های پیچیدهٔ PL/I را برطرف کرد و امکان تصحیح خطا و اشکال زدایی گسترده را به آن اضافه نمود.

PL/C یک زیر مجموعه از PL/I می‌باشد. یک برنامه که در کامپایلر PL/C بدون خطا اجرا می‌شود باید تحت PL/I نیز اجرا شود و نتیجهٔ یکسانی دهد، مگر اینکه ویژگی‌های ناسازگار خاصی نظیر یک بخش ماکرو (که با عبارت $MACRO شروع می‌شود و با یک $MEND پایان می‌یابد)، استفاده شده باشد. کامپایلر PL/C یک قابلیت غیرعادی دارد به این صورت که هیچگاه در هنگام کامپایل یک برنامه با شکست مواجه نمی‌شود و این از طریق استفاده از اصلاح گسترده و خودکار خطاهای نحوی و تبدیل بقیهٔ آن‌ها به عبارات خروجی می‌باشد.

## همچنین بخوانید
- SP/k